# メチル水銀

メチル水銀の化学式: Xは任意のアニオンを示す

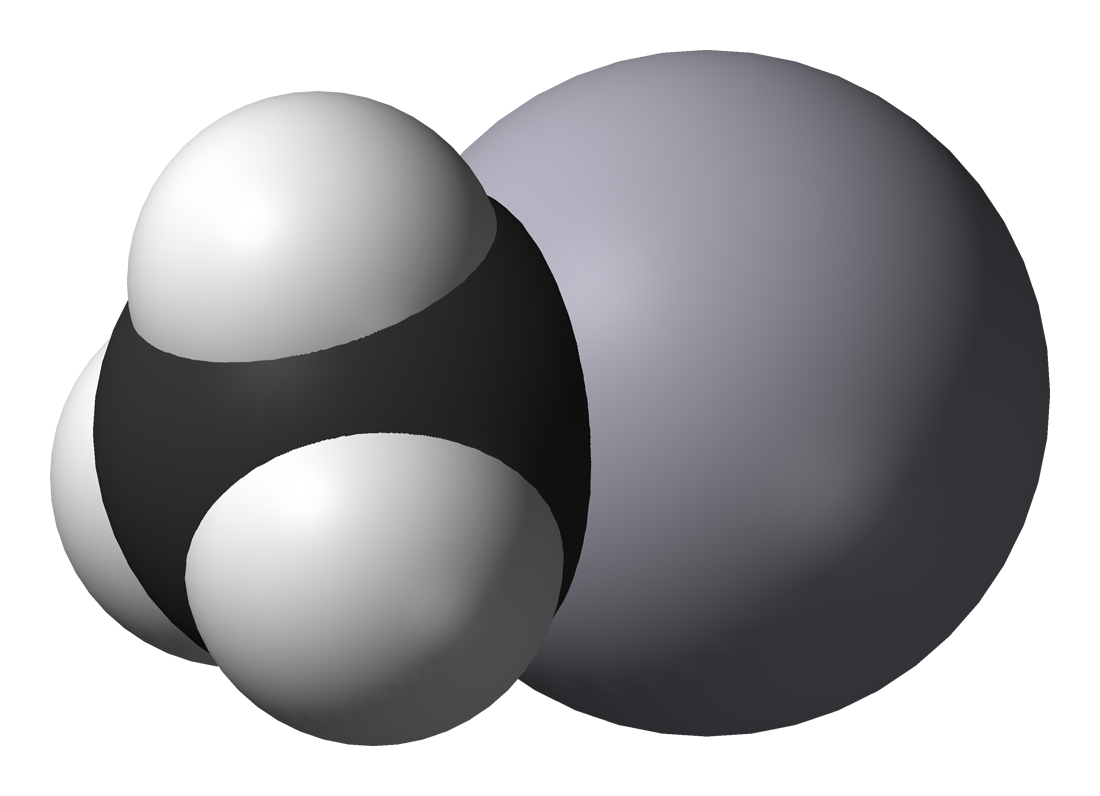
3Dモデル

メチル水銀（メチルすいぎん、英: Methylmercury）とは、水銀がメチル化された有機水銀化合物の総称。生物濃縮性の高い毒物である。水銀中毒を引き起こし、四大公害病の水俣病および第二水俣病を引き起こす原因ともなった。

## 概要
「メチル水銀」は単一の物質の呼称ではなく、水銀原子にメチル基が結びついている化合物の総称である。
最広義ではジメチル水銀 (CH3)2Hgやメチルエチル水銀などのジアルキル水銀を含むが、単にメチル水銀といった場合はモノメチル水銀 CH3HgX（X = Cl, OH など）を指す場合が多い。
また、水質汚濁防止法や水質の環境基準等で定めるアルキル水銀 (アルキルすいぎん) とは、メチル基 (CH3-)、エチル基 (C2H5-) 等のアルキル基 (CnH2n+1-) と水銀が結びついた有機水銀化合物の総称を言う。自然界では、海底火山の噴火で生成される事もある。
モノメチル水銀カチオン[CH3Hg]+は生体蓄積性のある有機金属陽イオン種で、日本における水俣病の原因物質として知られている。 種々のアニオンと容易に結合して、塩化メチル水銀、臭化メチル水銀、水酸化メチル水銀、酢酸メチル水銀、硝酸メチル水銀といった化合物を形成する。いずれも毒性が強い。また特に、硫黄を含有するアニオン(システイン上のチオール基など) に対して高い親和性を持ち、共有結合を形成する。2つ以上のシステインがメチル水銀に配位し、タンパク質の別の金属結合サイトへと移動することがある。
モノメチル水銀は通常、常温で固体であり、ジメチル水銀は常温で液体である。またメチル基がトリフルオロメチル基である化学種もあり、ジメチル水銀のメチル基が両方ともこれである場合、融点が大きく上昇し、常温で固体となる。

## 歴史
メチル水銀は1858年に発見された。エドワード・フランクランドは、金属の原子価を決定するのにメチル水銀が役立つことを知り、翌1859年に聖バーソロミュー病院併設の医科大学へ移って研究を続けた結果、1863年にメチル水銀の製造法を確立した。
その翌年の1864年末に同大学の化学実験室において、メチル水銀の製造実験を行っていた3人の技術者が、メチル水銀への曝露により中毒症状を呈し、うち2人は死亡した。記録に残っているその中毒症状は水俣病に酷似したものであった。これが世界初のメチル水銀中毒の事例とされ、「聖バーソロミュー病院1865年の症候群」と呼ばれる。

## 汚染源
メチル水銀は、工業汚染によって、あるいは日本国内で使用されなかったものの、種子の農薬（殺菌剤）として利用された結果として、地球規模で見るならば川や湖でしばしば発見される。これは魚やそれを捕食する他の生物に深刻な健康被害をもたらす。水俣病は当時利用されていた、アセチレンから酢酸誘導体へ変換する際の水銀触媒に由来する工場廃液が原因である。今日の日本では水銀触媒を用いたアセチレン誘導体の工業生産も水銀系農薬も利用されることはない。

## 生物学的影響
メチル水銀は脂溶性の物質であるため生物濃縮を受けやすい典型的な毒物である。そのため、食物連鎖の高次を占める捕食者に高度に濃縮されて蓄積される。メチル水銀はまずプランクトンの体内で濃縮される。プランクトンから小魚、より大きな魚と順次に捕食され、それらの体内でメチル水銀はさらに濃縮されることとなる。生体内からのメチル水銀の排出は遅いため、生体蓄積の程度は高くなる。大きな肉食魚の場合、小魚の100倍ものメチル水銀を保持することになる。これにより最終捕食者の人間等に水俣病が発生した。また、米国のFDAは胎児に対する有機水銀の影響を理由に、妊婦がマグロ、金目鯛などの海産物を摂取制限するように勧告している。
世界保健機関（WHO）のメチル水銀の安全基準は、1999年の設定値で3.3µg/kg体重/週であったが、この設定値では少量のメチル水銀を摂取した母親から生まれた子供への神経発達面での影響を評価するためには不十分であった。設定値は一般の人々に適用されるべきで、妊婦や乳児には、通常よりもリスクが高い可能性があるとした。一方、食事によるメチル水銀の主要な摂取源として魚があるが、魚の栄養面での評価が高く、魚が重要な蛋白質の摂取源となっている地域があり、メチル水銀の摂取を減らすために魚の摂取を制限する一方で、栄養面の効能にも配慮すべきとした。
概して、金属水銀または無機水銀化合物やブチル水銀などの高級アルキル水銀、フェニル水銀など、他の水銀化合物が急性の腎毒性が強く現れるのに対して、メチル水銀類やエチル水銀類などの低級アルキル水銀の場合は脳関門を通るために、中枢毒性が強く現れることが特徴的である。ただしブチル水銀も脳内に蓄積するが、中枢神経症状は起こらないとされる。
ただし、メチル水銀は哺乳類の間でも毒性の種差が強く、多くの実験動物ではヒトと同様の毒性が発現しない。ラットやマウスなどでは腎毒性や末梢神経に対する毒性が強く、ヒトの水俣病のような中枢神経毒性はあまりない。一方ネコの場合は中枢神経症状も現れる。最もヒトに近い症状をあらわす実験動物はコモンマーモセットという種類の猿である。ラットとヒトでは脳への分布に10倍の差があり、このことがヒトで脳内の中枢神経に対する影響が強い原因となっている。またマウスとラットでは体内半減期に数倍の差があり、マウスの方がはるかに短い。
水溶性の無機水銀や水銀単体が、ある種のバクテリアのメチルコバラミンによってメチル化されることによってメチル水銀は生じる(生体内のメチルコバラミンではメチル化されない)。このとき生じるのは CH3Hg+ もしくは CH3HgOH である。なお、生体内ではメチル水銀が脱メチル化されて無機水銀となる反応も同時に起こっている。
メチル水銀は脂溶性である。これはシステインと複合体を形成することにより血液脳関門を通過し、優先的に脳組織に蓄積される。これはメチル水銀-システイン複合体がメチオニンと類似した構造をもつため、メチオニン専用の脳血管輸送システムを利用できるからである。また魚の場合、水に剥き出しの知覚神経を経由することにより血管脳関門を迂回してメチル水銀が脳に到達することもある。
イラク水銀中毒事件の原因物質もメチル水銀である。この事件では、種まき用として提供された小麦に防カビ剤としてメチル水銀が塗られていたが、それを食べたイラク人民に大量の死者が発生した。発症が遅いことも被害が拡大した原因であった。なお、各国で酢酸フェニル水銀などの物質が過去に殺菌剤として使われたこともあったが、こちらは脳内に損傷を与える作用が弱いため、メチル水銀ほどは問題視されていない。